# BT142
BT142是首個在體內和體外均具有內源性IDH1突變及產生2-HG的人類腦癌細胞系，最初分離自一名38歲的男性腦癌患者。BT142細胞有助於IDH1-突變型膠質瘤的生物學研究，以及為靶向IDH1突變細肥的化合物的體內驗證提供一個有效的模型。BT142細胞成為神經球培養物後，體外分裂的進程就會變得非常緩慢，但是植入至小鼠的紋狀體後，細胞就會快速增殖，令到小鼠在大約12週後死亡。

## 外部連結
- Cellosaurus entry for BT142（页面存档备份，存于）